# Lionel Pizzinat
Lionel Pizzinat (Vernier, Suiza, 9 de agosto de 1977), exfutbolista suizo, de origen francés e italiano. Jugaba de volante y su último equipo fue el Servette FC de la Superliga Suiza. 

## Selección nacional
Ha sido internacional con la Selección de fútbol de Suiza Sub-21.

## Clubes
| Club            | País   | Año       |
| --------------- | ------ | --------- |
| Servette FC     | Suiza  | 1995-1999 |
| Lausanne-Sports | Suiza  | 1999-2000 |
| Servette FC     | Suiza  | 2000-2001 |
| AS Bari         | Italia | 2001-2004 |
| Hellas Verona   | Italia | 2005      |
| SSC Venezia     | Italia | 2005-2006 |
| Servette FC     | Suiza  | 2006-2013 |

## Palmarés

### Campeonatos nacionales
| Título          | Club        | País  | Año  |
| --------------- | ----------- | ----- | ---- |
| Superliga Suiza | Servette FC | Suiza | 1999 |
| Copa de Suiza   | Servette FC | Suiza | 2001 |